# Mössebergs östsluttning
Mössebergs östsluttning är ett naturreservat i Falköpings kommun i Västra Götalands län.
Området är naturskyddat sedan 2016 och är 48 hektar stort. Reservatet omfattar Mössebergs branter i öster ner mot Falköping och består mest av ädellövskog.